# Anita Hartig
Anita Hartig (* 1983 in Bistritz, Rumänien) ist eine rumänische Opernsängerin (Sopran). Ab 2009 war sie Ensemblemitglied der Wiener Staatsoper.

## Leben
Anita Hartig studierte nach Abschluss des Lyzeums von 2000 bis 2006 Gesang bei Ana Rusu an der Musikakademie Gheorghe Dima in Cluj-Napoca (Klausenburg). Später nahm sie auch bei Ileana Cotrubaș Gesangsunterricht. 2005 belegte sie den 3. Platz beim Internationalen Gesangswettbewerb Hariclea Darclée. Beim Nationalen Wettbewerb des rumänischen Liedes erreichte sie den zweiten Platz, später folgten erste Plätze beim Wettbewerb Ionel Perlea und dem Gesangswettbewerb der Opera Națională București. Im Jahr 2006 gab sie ihr Bühnendebüt als Mimì in La Bohème an der Opera Naţională Română in Klausenburg.
Ioan Holender holte sie an die Wiener Staatsoper, wo sie im Oktober 2009 als Musetta in La Bohème debütierte und von 2009 bis 2014 dem Ensemble angehörte. Dort war sie unter anderem als Susanna in der Hochzeit des Figaro, als Mimì in La Bohème, als Pamina in der Zauberflöte, als Micaëla sowie Frasquita in Carmen, als Giannetta im Liebestrank, als Despina in Così fan tutte und als Zerlina in Don Giovanni zu sehen.
Die Rolle der Mimì verkörperte sie auch an zahlreichen anderen Häusern, so etwa 2010 am Brüsseler Opernhaus La Monnaie, 2012 an der Welsh National Opera, an der Mailänder Scala und am Royal Opera House Covent Garden, 2013 an der Hamburgischen Staatsoper und an der Deutschen Oper Berlin sowie 2014 und 2015 an der Bayerischen Staatsoper, der Pariser Oper, der Metropolitan Opera, 2015/16 an der Semperoper und 2017 an der Staatsoper Berlin.
Bei der Eröffnung des Wiener Opernballs wirkte sie 2014 mit der Arie Depuis le jour aus Gustave Charpentiers Oper Louise mit.
Ihre Muttersprache ist Rumänisch, ihr Vater sprach allerdings mit seiner Familie Siebenbürgisch-Sächsisch.